# Rhinoptera steindachneri
Rhinoptera steindachneri é uma espécie de peixe da família Rhinopteridae.
Pode ser encontrada nos seguintes países: Colômbia, Costa Rica, Equador, El Salvador, Guatemala, Honduras, México, Nicarágua, Panamá e Peru.
Os seus habitats naturais são: mar aberto, mar costeiro, pradarias aquáticas subtidais, águas estuarinas, marismas intertidais e lagoas costeiras de água salgada.